# 揚州大虐殺
揚州大虐殺（ようしゅうだいぎゃくさつ）とは、中国の揚州で起こった大量虐殺。760年の田神功によるペルシア人やイスラム商人虐殺や、1645年の清・南明戦争で起こった虐殺などがある。

## 760年の揚州虐殺
760年の唐代に、安史の乱や李希烈の乱平定に参与した田神功（?-774年）が、揚州で掠奪し、胡人やペルシア人商人やイスラム教徒（大食）などの外国人を数千人虐殺した。
『旧唐書』にはこのように記録されている。
また、878年から879年にかけて黄巣が広州で外国人商人を襲撃した。イスラム商人、ユダヤ人、キリスト教徒、パールシー教徒も殺害され、犠牲者は12万人から20万人にものぼるとされる。

## 1645年の揚州虐殺（揚州十日）

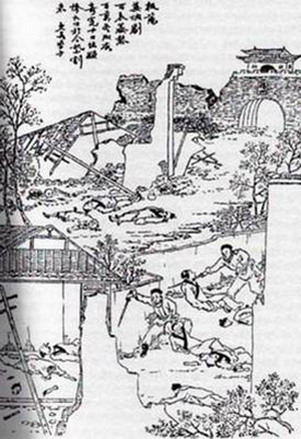
揚州虐殺（揚州十日）

1645年（順治2年）旧暦4月から5月にかけて、清のヌルハチの十五男の豫親王ドド（多鐸）軍が、南明の史可法軍と戦闘した際に、揚州で大規模な殺戮を行い、死者は80万人にのぼった。ドドの軍は弘光帝の立てこもる南京も攻め落とし、弘光帝は翌年北京で処刑された。
『揚州十日記』では虐殺80万とされるが、当時の揚州の人口は20万以下であったことから、死者数は誇張されていると指摘されている

### 反清復明運動への影響
清軍の残虐行為を描いた『揚州十日記』や朱子素『嘉定屠城紀略』は、「反清復明」「滅満興漢」のスローガンとともに辛亥革命にいたる反清運動でよく読まれた。